# Halumathighatta, Channarayapatna
Halumathighatta là một làng thuộc tehsil Channarayapatna, huyện Hassan, bang Karnataka, Ấn Độ.